# Brian Garfield
Brian Garfield (Brian Wynne Garfield), född 26 januari 1939 i New York, död 29 december 2018 i Pasadena, Kalifornien, var en amerikansk författare. Han växte upp i Arizona, tog examen vid University of Arizona men levde senare i Kalifornien. Förutom under sitt eget namn skrev han som Frank Wynne, Brian Wynne, Frank O'Brian, John Ives och Drew Mallorey. Pseudonymen Alex Hawk delades med författare som Giles A. Lutz och Elmer Kelton.
Garfields bok Vän av ordning har filmatiserats under namnet Death Wish - våldets fiende nr 1 (1974). Även Hopscotch (1980) och Death Sentence (2007) har filmatiserats.